# Karol Otyły
Karol III Otyły lub Gruby, łac. Carolus Pinguis (ur. 13 czerwca 839 w Neudingen, zm. 13 stycznia 888 tamże) – od 881 cesarz rzymski, od 884 król zachodniofrankijski z dynastii Karolingów niemieckich.
Trzeci syn Ludwika Niemieckiego. Przy podziale państwa swojego ojca w 876 otrzymał tylko Niemcy południowo-zachodnie, czyli Szwabię. Po śmierci braci objął władzę nad całym ojcowskim królestwem. Po śmierci cesarza Karola II Łysego, za wskazaniem papieża, otrzymał w 881 koronę cesarską. Przejął również w 884 zachodniofrankijską koronę królewską po śmierci, panujących tylko przez 8 lat, trzech królów dynastii Karolingów francuskich: Ludwika II Jąkały i jego synów Ludwika III i Karlomana.
W ten sposób znów zarysowała się jedność terytoriów po byłym Cesarstwie Franków Karola I Wielkiego. Ale nie było to celem baronów i książąt. Integracji pod przywództwem Karola Otyłego nie sprzyjała też jego nieskuteczna walka z najazdami wikingów, rujnujących nadmorskie hrabstwa. W latach 885–887 Normanowie oblegli Paryż. Mieszkańcy bronili się skutecznie, zamieniając wyspę Cité na warownię i odpierając wszystkie ataki najeźdźców. Obroną dowodził młody hrabia Paryża Odo, syn Roberta Mocnego, zwycięzcy nad wikingami z lat 864–865. Uzyskał on wtedy przydomek „księcia Paryża”. Przybyły z wojskiem na odsiecz król Karol Otyły nie odważył się jednakże podjąć walki z wikingami i wdał się w pertraktacje. Ostatecznie po otrzymaniu wysokiej kontrybucji wikingowie odeszli od Paryża i wrócili do Skandynawii. Okup ściągnięty został potem jako podatek od ludności.
Oskarżony o nieudolne rządy, Karol Otyły abdykował w 887 w Tryburze; kilka miesięcy potem zmarł. Po kilkuletnich walkach dynastycznych o tron królem został Karol III Prostak (892–923) z linii Karolingów francuskich.

## Młodość i dziedzictwo
Karol był najmłodszym z trzech synów Ludwika II Niemieckiego, pierwszego króla Franków Wschodnich, i Emmy Bawarskiej, córki hrabiego Welf z Altdorfu. Kronikarze opisywali Karola jako bardzo chrześcijańskiego księcia, bogobojnego, całym sercem mu podporządkowanego, gorliwie wypełniającego rozkazy Kościoła, szczodrego, gorliwego w modlitwie, zawsze gotowego do wychwalania Boga.
W 859 Karol został mianowany hrabią Breisgau, alemańskiej marchii na pograniczu południowej Lotaryngii. W 863 zbuntował się najstarszy brat Karola, Karloman. Rok później do buntu przyłączyli się jego młodsi bracia – Ludwik Młodszy i Karol. Ludwik Niemiecki mianował wówczas Karlomana królem Bawarii. W 865 dokonał podziału państwa między synów. Bawaria przypadła Karlomanowi, Saksonia (razem z Frankonią i Turyngią) Ludwikowi, a Alemania (Szwabia i Recja) Karolowi. Lotaryngia została podzielona między dwóch młodszych braci.
Kiedy w 875 zmarł cesarz Ludwik II, który był również królem Włoch, na mocy porozumienia zawartego między zmarłym cesarzem z Ludwikiem Niemieckim, Włochy odziedziczył Karloman Bawarski. Nie pogodził się z tym jednak król Franków Zachodnich Karol II Łysy, który wyprawił się zbrojnie do Italii i koronował się na cesarza. Ludwik wysłał więc na półwysep wojska dowodzone przez Karlomana i Karola, które przy wsparciu wojsk margrabiego Berengara z Friuli, miały opanować włoskie posiadłości zmarłego w 875 cesarza. Wyprawa ta nie odniosła jednak większych sukcesów dopóki w 877 nie zmarł Karol Łysy.
W międzyczasie zmarł również Ludwik Niemiecki (876) i trzej bracia spotkali się w celu dokonania ostatecznego podziału ojcowskiego królestwa. Podział ten pokrywał się mniej więcej z tym dokonanym w 865, tyle że Karol otrzymał mniejszą część Lotaryngii niż to było wcześniej postanowione.

## Sprawy prowansalskie
Bracia rządzili zgodnie i nie dochodziło między nimi do konfliktów. W 877 Karloman uzyskał wreszcie władzę we Włoszech. Ludwik Młodszy w tym czasie podzielił Lotaryngię na trzy części, między każdego z braci. W 878 Karloman zrzekł się swojej części na rzecz Ludwika, który podzielił się nią z Karolem. W 879 chory Karloman dokonał podziału swojego władztwa między braci. Ludwik miał otrzymać Bawarię, a Karol Włochy. Od 879 datują się rządy Karola w Italii, chociaż Karloman zmarł w 880.
W 880 Karol dołączył do królów zachodniofrankijskich, Ludwika III i Karlomana II, podczas ich wyprawy na zbuntowanego króla Prowansji Bosona. Karol brał udział w oblężeniu Vienne od sierpnia do listopada, ale bez sukcesów. Prowansja od 863 podlegała królowi Włoch, którym był wówczas Karol. W 882 wysłał Ryszarda, hrabiego Autun, z zadaniem zdobycia Vienne, z którego to zadania Ryszard wywiązał się we wrześniu. Boson zrzekł się Prowansji na rzecz Karola.

## Karol jako cesarz
18 lipca 880 papież Jan VIII wysłał list do walczącego z nim Gwidona II ze Spoleto z propozycją rozmów pokojowych. List został jednak zignorowany przez Gwidona, który najechał państwo kościelne. Papież poprosił więc o pomoc króla Włoch, Karola Otyłego. Karol przybył na pomoc i pokonał Gwidona. W podzięce papież koronował go na cesarza. Uroczystość odbyła się 12 lutego 881 Później Karol przestał pomagać papieżowi w jego walce z Gwidonem, mimo kolejnych listów papieskich z prośbami o pomoc.
Jako cesarz Karol rozpoczął budowę pałacu w Sélestat w Alzacji. Budował go na wzór pałacu Karola Wielkiego w Akwizgranie. Ponieważ Akwizgran znajdował się w królestwie jego brata Karol wybudował więc nowy pałac cesarski na swoich ziemiach. Pałac ten został zbudowany bliżej centrum cesarstwa niż Akwizgran.
W lutym 882 Karol zwołał zjazd do Rawenny. Doszło tam do zawarcia pokoju między cesarzem i papieżem a Gwidonem ze Spoleto i jego wujem, Gwidonem z Camerino. Gwidon ze Spoleto zobowiązał się zwrócić papieżowi jego zagarnięte posiadłości. Z tego zobowiązania książę nie wywiązywał się gorliwie. W 883 Gwidon z Camerino, nowy książę Spoleto, został więc oskarżony o zdradę. Gwidon uciekł sprzed sądu cesarskiego i powrócił do swojego księstwa, gdzie zawarł sojusz z Saracenami. Karol wysłał przeciw niemu Berengara z Friuli. Margrabia odnosił początkowo sukcesy, ale epidemia jaka wybuchła nagle w Italii zmusiła jego armię do odwrotu.
W 883 Karol podpisał traktat z dożą Wenecji Giovannim II, który stanowił, że każdy morderca doży, który ucieknie na terytorium cesarstwa zostanie zeń wydalony.

## Rządy w królestwie wschodniofrankijskim
Na początku lat 80. IX wieku resztki armii wikingów rozbitej przez króla Wesseksu Alfreda Wielkiego zaczęły się osiedlać w Niderlandach. Ich napór był z powodzeniem powstrzymywany przez brata Karola, Ludwika Młodszego. Kiedy Ludwik zmarł w 882 Karol Otyły zjednoczył pod swoimi rządami całe królestwo wschodniofrankijskie. Latem Karol zwołał zgromadzenie całej armii wszystkich plemion w królestwie i ruszył na jej czele przeciwko wikingom. Obległ ich główny obóz w Asselt. Wkrótce rozpoczął negocjację z przywódcami wikingów, Godfrydem i Zygfrydem. Godfryd zgodził się przyjąć chrześcijaństwo i zostać wasalem Karola. Cesarz dał mu za żonę Gizelę, córkę Lotara II, króla Lotaryngii. Zygfryd został pominięty.
Lata 882–884 to czas wojny domowej w Marchii Wschodniej (ob. Austria). Bratanek Karola, Arnulf z Karyntii, sprzymierzył się z Engelszalkiem II przeciwko margrabiemu Marchii Wschodniej, Aribonowi, mianowanemu na ten urząd przez Karola. Margrabiego i cesarza poparł jednak władca Wielkich Moraw, Świętopełk I, który w 884 w Kaumbergu złożył przysięgę na wierność Karolowi. Wojna domowa spowodowała zerwanie Karola z rodem Wilhelminów i bratankiem Arnulfem, ale przydała mu cennych sprzymierzeńców w postaci władców morawskich i podległych im słowiańskich książąt.
W 885 Karol, obawiając się buntu wikinga Godfryda i jego szwagra Hugona Alzackiego, zaaranżował spotkanie w Spijk niedaleko Lobith. Godfryd i Hugon wpadli w pułapkę. Godfryd został natychmiast stracony, a Hugon oślepiony i zesłany do klasztoru w Prüm.

## Zachodnie królestwo Franków

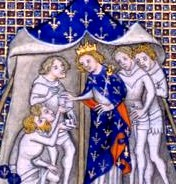
Karol Otyły w Grandes Chroniques de France

Po śmierci Karlomana, króla zachodniofrankijskiego, który zmarł 12 grudnia 884, możni królestwa okrzyknęli królem Karola Otyłego. Tym samym Karol doprowadził do zjednoczenia wszystkich frankijskich królestw, po raz pierwszy od 843 Jego koronacja na „króla w Galii” (rex in Gallia) odbyła się najprawdopodobniej 20 maja 885 w Grand w południowej Lotaryngii. Karola koronował biskup Langres Geilo. Chociaż Geilo wprowadził dla Karola specjalną pieczęć na królestwo zachodniofrankijskie, Karol nigdy nie rządził tam osobiście, a bieżące sprawy zostawiał do załatwienia miejscowemu możnowładztwu.
Okres panowania Karola w królestwie zachodnim to czas nasilonych najazdów wikingów. W 885 potężna flota dowodzona przez Zygfryda wpłynęła na Sekwanę i rozpoczęła oblężenie Paryża. Zygfryd zażądał od Karola okupu, ale cesarz odmówił. Karol w tym czasie przebywał we Włoszech, więc obroną Paryża dowodził hrabia Odon. Karol wysłał na odsiecz Henryka Frankońskiego. W 886 przybył osobiście Karol. Jego armii udało się otoczyć obóz wikingów w Montmartre. Karol nie przejawiał jednak ochoty do walki. Większość wojsk wysłał wkrótce do Burgundii, gdzie wybuchła rebelia. Wikingowie opuścili Francję wiosną 887 Karol zapłacił im wówczas 700 funtów srebra. Takie postępowanie cesarza przyczyniło się spadku jego popularności w zachodnim królestwie.
Karol, podczas swojego pobytu w zachodnim królestwie, wydał wiele przywilejów dla miejscowych możnych. Uznał wszystkie prawa i przywileje nadane przez swoich poprzedników możnym w marchii hiszpańskiej, Prowansji, a szczególnie w Neustrii. Karol doszedł również do porozumienia z księciem Bretanii Alanem I, któremu prawdopodobnie nadał tytuł królewski.

## Kwestia sukcesji
Karol był żonaty z Ryszardą Szwabską (840/845 – 18 września 894/896), córką hrabiego Erchangera ze Szwabii, członka możnego rodu Ahalolfingów. Ich ślub odbył się w 862, ale małżeństwo to pozostało bezdzietne. Karol miał syna z nieznaną z imienia konkubiną, Bernarda, którego w 885 uznał swoim dziedzicem, ale spotkał się z opozycją wielu dostojników kościelnych. Miał jednak poparcie papieża Hadriana III. Cesarz zaprosił go na zjazd panów cesarstwa do Wormacji w październiku 885, jednak papież zmarł po drodze. Hadrian chciał usunąć sprzeciwiających się cesarzowi biskupów, co otworzyłoby drogę Karolowi do uznania Bernarda swoim następcą. Wskutek śmierci papieża działania Karola nie powiodły się.
Po fiasku pierwszej próby Karol spróbował ponownie legitymizować Bernarda. Starał się również o poparcie ze strony nowego papieża, Stefana VI, z którym spotkał się na początku 886 Zjazd możnych został zaplanowany na kwiecień i maj 887 w Waiblingen. 30 kwietnia 887 papież Stefan zdecydował, że nie pojedzie na zjazd. Mimo to Karol podjął próbę uznania Bernarda swoim następcą, ale ponownie napotkał na opór możnych i zrezygnował z tego pomysłu. Kolejnym kandydatem na następcę Karola został Ludwik Ślepy, syn Bosona Prowansalskiego. W maju 887 w Kirchen Karol adoptował Ludwika. Nad jego tronem zbierały się już jednak czarne chmury.

## Upadek i śmierć
Z biegiem czasu możni zaczęli postrzegać Karola jako króla słabego i niekompetentnego. We wszystkich królestwach narastało niezadowolenie z jego rządów. Nasiliło się ono latem 887, kiedy Karol adoptował Ludwika Prowansalskiego. Mianował również hrabiego Odona i margrabiego Berengara swoimi następcami w poszczególnianych częściach jego państwa. Doszło również do konfliktu z żoną, którą otoczenie Karola oskarżyło o cudzołóstwo. Cesarzowa oczyściła się jednak z tych zarzutów.
Decyzje Karola dotyczące następstwa tronu nie spodobały się jego bratankowi, Arnulfowi z Karyntii. 11 listopada 887 Karol zwołał zgromadzenie do Frankfurtu. Otrzymał na nim wieść, że jego bratanek zbuntował się przeciwko niemu i maszeruje na Niemcy z armią Bawarów i Słowian. W ciągu tygodnia poparcie dla Karola na wschodzie upadło. Ostatni porzucili go Alemanowie, aczkolwiek detronizacja Karola nigdy nie została uznana w Lotaryngii. 17 listopada Karol był już pozbawiony władzy, ale dokładny przebieg wydarzeń jest nieznany. Faktem jest, że cesarz nie uczynił niczego, aby przeciwdziałać krokom Arnulfa. Kiedy bratanek doszedł do władzy Karol powierzył jego opiece Bernarda i Ludwika oraz poprosił o kilka posiadłości w Szwabii, gdzie mógłby spędzić resztę życia. Arnulf przekazał więc stryjowi Neidingen, gdzie Karol zmarł 13 stycznia 888 Został pochowany w Klasztorze Reichenau, położonym na wyspie o tej samej nazwie na jeziorze Bodeńskim.
Państwo Karola ostatecznie rozpadło się. W królestwie zachodniofrankijskim do władzy doszedł hrabia Odon. Władzę we Włoszech przejął Berengar z Friuli, jednak nie przez wszystkich został on uznany. Rozpoczęły się dziesięciolecia wojen domowych i walk o władzę w królestwie włoskim.

## W kulturze

### Literatura
Visio Karoli Grossi – napisany łacińską prozą około 900 roku tekst, opowiadający o objawieniu się Karolowi członków jego rodziny i przestrzegający Karolingów przed brakiem boskiej przychylności. Prawdopodobnie służył również wsparciu roszczeń Ludwika III Ślepego.

### Gry wideo
- Seria Crusader Kings – jednym z grywalnych władców jest Karol Karoling, przedstawiony jako książę Szwabii[4].
- Assassin’s Creed Valhalla – finalnym bossem w dodatku Siege of Paris jest Karol Otyły[5].